# Ação Nacional Popular
A Ação Nacional Popular (ANP) foi uma organização política portuguesa do final do regime ditatorial do Estado Novo.
A ANP resultou da redenominação e reorganização da União Nacional, por decisão tomada pelo último congresso desta organização política, realizado em Fevereiro de 1970, no Estoril, sendo já Marcello Caetano o Presidente do Conselho de Ministros de Portugal.

## Natureza
Os seus Estatutos definiram-na como uma «associação cívica destinada a promover a participação dos cidadãos no estudo dos problemas da Nação Portuguesa e a prática das soluções mais condizentes com os princípios fundamentais que professa.»
Tratava-se, na realidade, de um partido único, como organização com carácter permanente que era, num contexto em que era proibida a constituição de partidos políticos e que à oposição apenas eram permitidas algumas formas extremamente limitadas de organização, sem liberdade de expressão e objecto de controlo pela polícia política, em períodos de escassas semanas imediatamente anteriores às eleições para a Assembleia Nacional.

## Congressos
A Acção Nacional Popular realizou um único congresso, em Maio de 1973, em Tomar.

## Comissão Executiva
Foram presidentes da comissão executiva da Acção Nacional Popular, Melo e Castro e Elmano Alves (1972-1974).

## Dissolução
Na sequência da Revolução de 25 de Abril, a Acção Nacional Popular foi dissolvida pelo Decreto-Lei n.º 172/74, de 25 de abril, tendo a sua liquidação sido regulada pelo Decreto n.º 283/74, de 26 de junho.
Através do Decreto-Lei n.º 436/75, de 16 de agosto, foram fixadas as regras para a dissolução da Companhia Nacional Editora, S. A. R. L., que era detida na quase totalidade pela Ação Nacional Popular.

## Resultados Eleitorais

### Eleições legislativas
| Data | Líder           | Votos     | %           | +/-  | Deputados | +/- | Status  | Notas |
| ---- | --------------- | --------- | ----------- | ---- | --------- | --- | ------- | ----- |
| 1973 | Marcelo Caetano | 1 393 294 | 100,0 (1.º) | 12,0 | 150 / 150 | 20  | Governo |       |

### Eleições presidenciais
| Data | Candidato     | %          | +/- | Colégio Eleitoral | +/- | Status |
| ---- | ------------- | ---------- | --- | ----------------- | --- | ------ |
| 1972 | Américo Tomás | 92,1 (1.º) | 5,6 | 616 / 645         | 60  | Eleito |